# ラベージ
ラベージ (ロベージ、ラビッジ、ラベッジ、学名:Levisticum officinale) はハーブとして使われるセリ科、セリ亜科の多年生植物で、この種のみでLevisticum属を構成する。長くヨーロッパで栽培されてきた種で、その葉はハーブとして用いられ、種はスパイスとなり、根も食用になる。
正確な原産地はまだ分かっておらず、いくつかの説がある。例えば、ヨーロッパの大部分とアジア南西部が原産地であるという説や、地中海東部であるという説、もともとイランやアフガニスタンが原産であったものがヨーロッパに帰化したという説である。

## 形態と生態

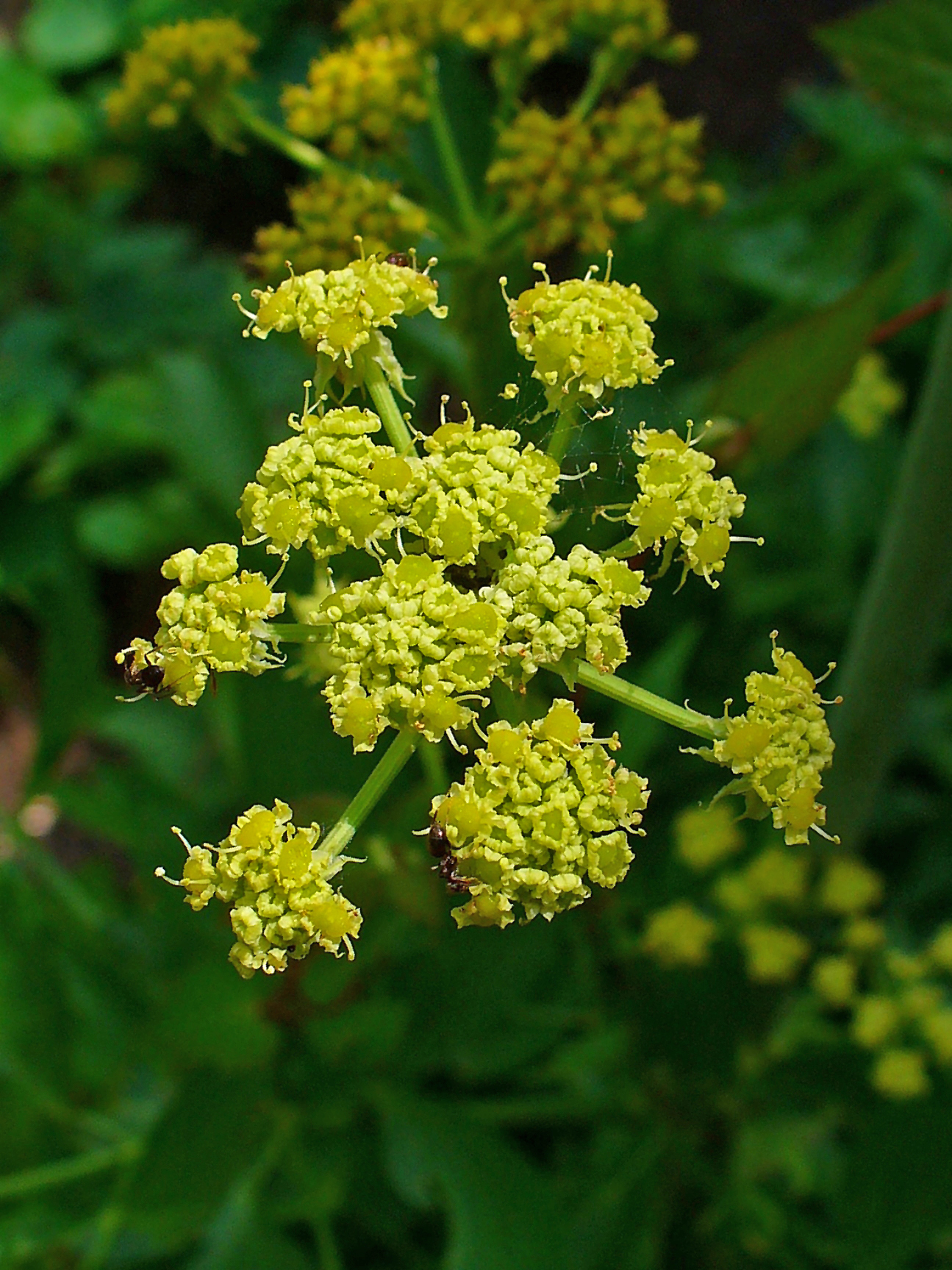
ラベージの花

ラベージは直生で、高さ1.8メートルから2.5メートルに成長する。葉や茎の表面に毛はなくつややか。葉の形状は三回羽状複葉で、鋭く尖った幅広い三角から菱形の小葉をもつ。基部の大きな葉は70センチメートルに達する。上部の葉は比較的小さく、小葉の分離も緩やかである。茎の上端に散形花序の花の集まりが形成される。花は黄色から緑がかった黄色で、直径2から3ミリメートル。花のひとかたまりは直径10から15センチメートル。開花は春の終わりごろ。秋に果実をつける。果実は乾いた2室の分離果で、1つの長さは4から7ミリメートルほどである。

## 利用

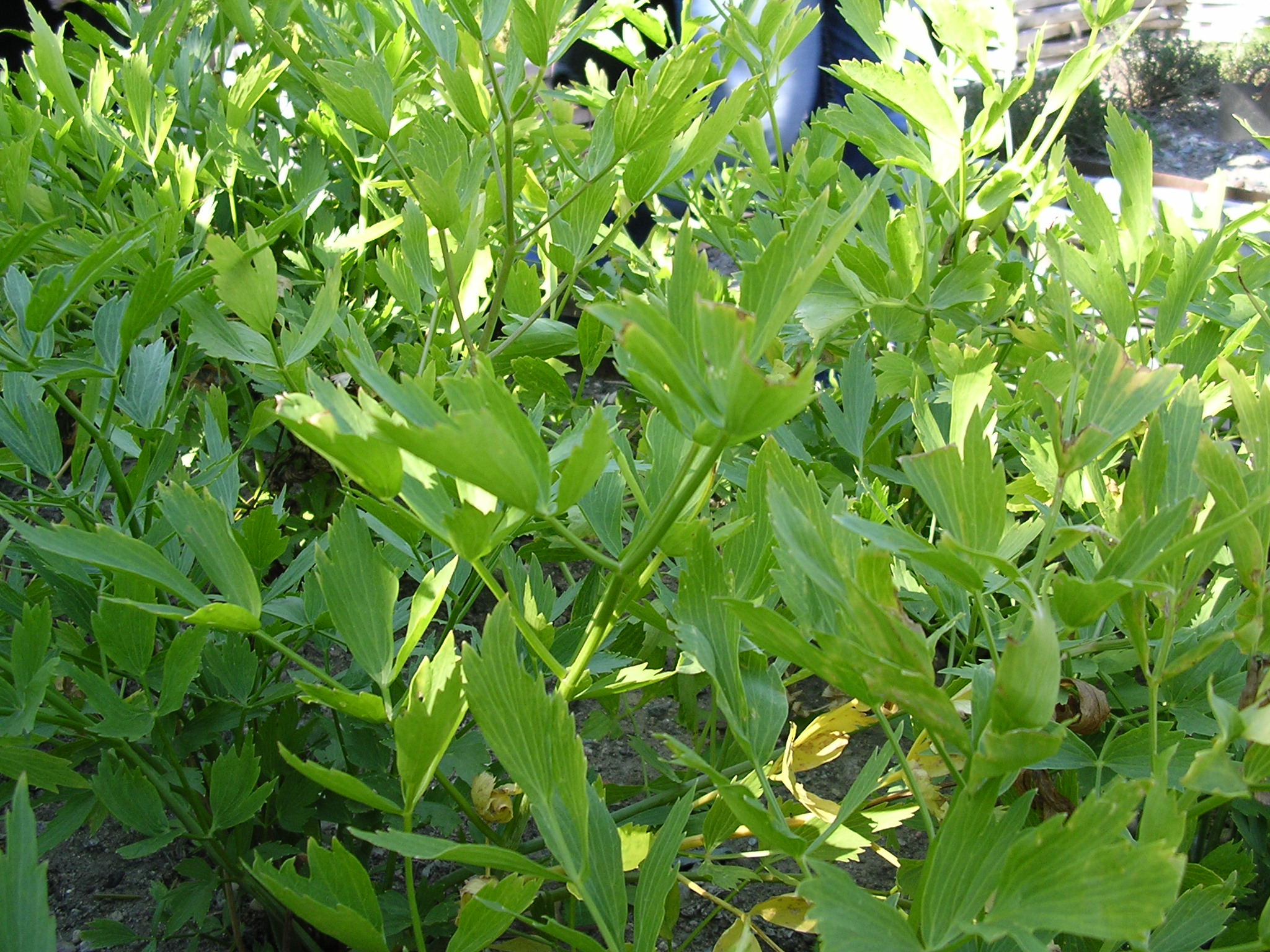
ラベージの葉

葉はハーブとして利用され、サラダやスープの材料となる。根はそのまま野菜として、またはすりおろしてサラダに使用される。セロリに似た風味を持つ。ラベージ茶は消化力を助ける働きがあり、消毒液として傷口にも使用される。イギリスでは、ラベージを原料とするリキュールとブランデーを2:1で混合したものが伝統的な冬の飲み物として飲まれている。ラベージは、ケッパーの次の2番目に多くのクェルセチンを含んでいる。